# Lobos
Lobos – miasto w Argentynie, w prowincji Buenos Aires. Zostało założone 2 czerwca 1802 przez José Salgado. Według spisu ludności z roku 2001 liczyło 33 004 mieszkańców.